# Jan Hammer
Jan Hammer (Praga, 17 de abril de 1948) é um compositor e tecladista checo, considerado um virtuoso em seu instrumento.

## Biografia
Filho da cantora de jazz checa Vlasta Pruchová e médico. Começou a aprender a tocar piano com quatro anos de idade. Já com catorze anos, como estudante, fundou um trio de jazz e tocou em vários países da Europa oriental. Estudou na Escola Superior de Música da Praga, até ser interrompido após a invasão soviética na Checoslováquia, que fez terminar abruptamente a primavera de Praga. Logo depois se mudou para os Estados Unidos onde recebeu a bolsa de estudo em Berklee College of Music em Boston.
Suas composições já o renderam diversos prêmios Grammy, e, como músico, ele é mais conhecido por sua participação no teclado da banda Mahavishnu Orchestra no início da década de 1970. Com a banda, Jan gravou The Inner Mounting Flame (1971), Birds of Fire (1972), Between Nothingness and Eternity (1973) e The Lost Trident Sessions (1973, lançado somente em 1999), além de ser creditado na compilação The Best of The Mahavishnu Orchestra (1980). Hammer já trabalhou também com diversos músicos influentes como Jeff Beck, Al Di Meola, Mick Jagger, Carlos Santana, Stanley Clarke, Neal Schon e Elvin Jones, entre outros.